# Turnera pumilea
Turnera pumilea är en passionsblomsväxtart som beskrevs av Carl von Linné. Turnera pumilea ingår i släktet Turnera och familjen passionsblomsväxter. Utöver nominatformen finns också underarten T. p. piauhyensis.

## Bildgalleri

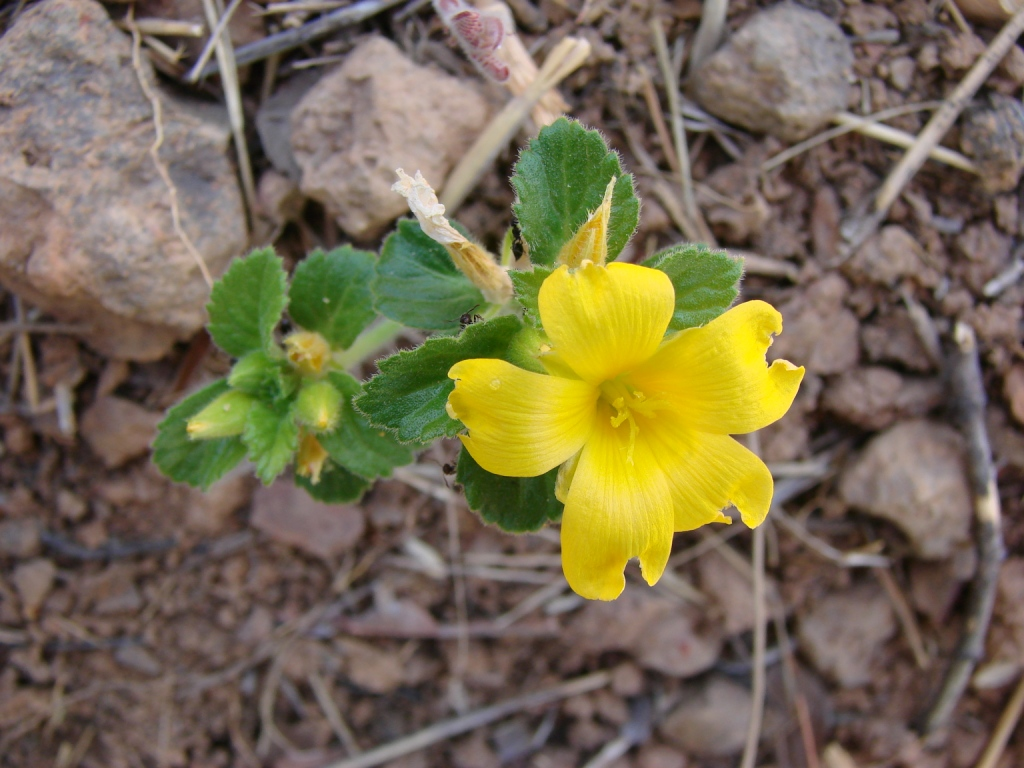